# 自由死刑
『自由死刑』（じゆうしけい）は、日本の小説家・島田雅彦の長編小説。1999年6月に発表された。自殺することを決意した男の自殺までの1週間を描く作品である。本作は三島由紀夫の『命売ります』をヒントにして創作された。
『自由死刑』を原案としたドラマ『あしたの、喜多善男〜世界一不運な男の、奇跡の11日間〜』が2008年1月に放送された。

## 書籍情報
- 単行本：ISBN 4087743659（集英社・1999年6月刊行）
- 文庫本：ISBN 4087475336（集英社文庫・2003年1月刊行）

## 概要
物語は主人公が自殺を決意したある金曜日から自殺を決行した最期の金曜日まで1日の行動記録がつづられていく。そして最後には、その後のエピソードが「SOMEDAY」という章で締めくくられる。この章は当初のプロットから気が変わったために変更・追加されたものであると、あとがきにて語られている。

## あらすじ
「自由死刑」適用者の第1号（つまりは自殺を決意した）となった喜多善男は、死ぬ日を1週間後の金曜日と決め、限られた時間を楽しもうとしていた。自殺を決めた日、善男はタクシー待ちをしていた男、八代平太と同じタクシーに乗ることになる。見ず知らずの他人に善男は、自分が1週間後に自殺することを告げると、八代は善男が残りの1週間を楽しむために協力することを約束する。善男はあり金を使って酒池肉林を楽しみ、別れた元恋人に出会い、八代のコネでポルノ女優と戯れ、憧れのアイドルと一夜を過ごす。しかし、その一方で八代は善男を保険に入れ、殺し屋を雇って善男を殺害することを企てていた。そのことに気づいた善男はある行動に出る。彼に自由な死は与えられるのか。

## 登場人物
喜多善男（きた よしお）
同原作の主人公。会社員。お人よしな性格が災いして目立った生き方をしてこなかった。また、子供のころから将来を悲観する考えの持ち主で事あるごとに死にたがっている。
八代平太（やしろ へいた）
「タナトス映像」取締役。芸能プロダクションからヤクザまで幅広いコネを持つ。
宵町しのぶ（よいまち しのぶ）
善男があこがれているアイドル。かつては「イタリアのジョージ」がヒットするなど人気があったが、最近は忘れ去られた存在になっていた。大物官僚などとの肉体関係を持っている。
西みずほ（にし みずほ）
善男を袖にし、官僚と結婚した女。しかし、善男と別れてから苦境に立たされていた。
水沢いずみ（みずさわ いずみ）
八代のコネで善男と出会った女。4回もの自殺未遂をしていて、「ゾンビ」という愛称をつけられている。
草刈光代（くさかり みつよ）
現役のポルノ女優。善男と戯れるうちに、自らの生き方を見直すことに。
外科医（本名不明）
表向きは医者だが、裏社会とのパイプがつながっている殺し屋。今回、八代からの指示で善男を殺害しようとする。しかし、実際には殺しの経験がない。

## テレビドラマ
『あしたの、喜多善男〜世界一不運な男の、奇跡の11日間〜』のタイトルで、2008年1月8日から3月18日まで毎週火曜22:00 ‐22:54に関西テレビとメディアミックス・ジャパン（MMJ）の共同制作によりフジテレビ系（テレビ宮崎は除く）の「火曜22時枠」で放送された。
主演は、連続ドラマ初主演となる小日向文世。脚本は飯田譲治。また、松田龍平は民放の連続ドラマ初出演であり、吉高由里子はゴールデン・プライム枠の連続ドラマでの初めてのレギュラー出演となった。
第25回 ATP賞テレビグランプリ2008・ドラマ部門最優秀賞を受賞。
2010年8月18日から9月1日まで鹿児島読売テレビで月曜日から金曜日の16:53 - 17:50の枠で、11月8日から11月25日（11月23日は休止）に北海道テレビで月曜日から木曜日の9:55 - 10:50の枠で、系列外にて再放送された。
唯一の友人の命日である11日後に自殺する決意をした中年男が、予期せぬ出来事に遭遇していくヒューマン・サスペンス。喜多善男が「ヤシロ」という男と出会った結果命を狙われてしまうこと、およびアイドル・宵町しのぶとの狂言誘拐といった原作の内容を取り入れたオリジナルストーリーになっている。また、原作では善男を「死のアーティスト」と呼んだり、「死に欲」といった言葉で逆説的に自殺を批判しているのに対し、ドラマでは別のアプローチで、人生に絶望した主人公があるきっかけで「再生」していくまでを描いている。

### キャスト
喜多善男 - 小日向文世
本作の主人公。みずほと結婚して幸せの絶頂にいたが、親友である三波の事故死やみずほとの離婚で事態が急変。それに加えて勤めていた出版社を追われ、多額の借金まで抱えてしまい、何もかもがうまくいかなくなったため、11日後の三波の命日に人生を終えることを決意する。楽しかったことだけを考えながら、誰にも邪魔をされずに静かに死のうとしていたが、平太たちと出会う中で、これまでではあり得なかった出来事が善男の周りで次々と巻き起こる。臆病な面がある一方、普段の善男とは正反対の邪悪かつ狂気的なもう一人の人格（「ネガティブ善男」と呼んでいる）が時折現れ、自分の存在を否定するかのようなネガティブな言葉を吐きつづけ死へと誘う。「ネガティブ善男」は善男のみに見える幻像のようなもので、これが出現している間の善男の挙動は、まるでパントマイムをしているかのように他人には映っている。カレーが好物で、特に静子の作るチキンカレーと中村屋のインドカリーがお気に入り。そのためか、善男の夢にはカレーがよく出てくる。
ちなみに11月11日生まれ、学生時代の出席番号が11番など、何かと「11」の数字に縁がある。
矢代平太 - 松田龍平
キャバクラのスカウトマン。木材店を営む兄がいるが、平太は彼を「バカ」呼ばわりしたり殴り合いの喧嘩を起こすほど兄弟仲が非常に険悪。タクシー待ちの列に割り込もうとしたところ（結果的に）善男に注意されたのが出会い。善男が死のうとしていることを聞き、表面上は余生を楽しいものにしようと協力するが、実は恋人のリカの借金のために、善男を利用して保険金を騙し取ることを目論んでいる。言葉遣いや行動は乱暴なものの悪人ではなく、親子ほど年の離れた善男に対し、いつしか友情を覚え殺害を躊躇する。かつて自分を捨てた父親に対し、愛憎入り混じった感情を抱いている。きなこ餅が好物。口癖は「俺の親父が言ってたけど…」、「言っとくけど俺はファザコンじゃないからな」。
鷲巣みずほ - 小西真奈美
看護師時代に知り合った善男と11年前に結婚するが、半年で破局した元妻。今では善男との関係を消したい過去と考えている。その後再婚した鷲巣が謎の死を遂げ、多額の保険金が彼女に入る予定である。現在は夫の後を継いで、WAYCYSコーポレーションの社長に就任している。善男との結婚は三波の指示によるもので、善男への愛情はなかった。仕事では社長として強いキャリアウーマンを演じているが、過去の様々なトラウマに囚われており定期的に心理カウンセリングを受けている。
長谷川リカ - 栗山千明
平太の彼女。父親の借金返済のために平太と組んで善男を利用しようとする。かつてはクラシックの道を志し、ピアノを習っていた。
宵町しのぶ - 吉高由里子
元人気アイドル。ふとしたことから彼女を気に入った善男は平太のコネで知り合うが、しばしば予測の付かない破天荒な行動で善男を振り回す。政財界の大物とのつながりもあり、国家を揺るがしかねない機密事項を握っている。
与田良一 - 丸山智己
杉本の下でみずほや善男の身辺調査を行なっているが、肝心な所でどこか抜けていることが多く、よく杉本に叩かれている。また事あるごとに平太と遭遇し、第1日目では顔面をボコボコにされ、8日目ではついに鼻を折られてしまい、泣きながら逃走。
矢井田 - 吉家章人
しのぶのマネージャー。知り合いの平太に頼まれ、しのぶに善男と会う仕事をさせる。しばしば、しのぶの不可解な行動に振り回されている。
プー - 渡辺万美
まーくん - 片山瞳
ミュウ - 桂亜沙美
サユリ - 武下公美（第1日目、2日目、5日目 - 7日目、9日目 - 11日目）
クラ - ユリサ（第1日目、2日目、5日目 - 7日目、9日目 - 11日目）
カオル - 崎田まや（第1日目、2日目、5日目 - 7日目、9日目 - 11日目）
平太のキャバクラで働くキャバクラ嬢。
三波貴男 - 今井雅之
善男の唯一の友人であり、みずほとの出会いから結婚までを取り持った恩人。11年前の11日後にタイで起きた飛行機墜落事故で死亡している。善男と知り合った当時は輸入会社を興していたが、それ以前は優秀な心理学者で、人間の前向き・後ろ向きな思考の関係について研究していた過去を持つ。
鷲巣英人 - 神保悟志
アパレルメーカー・WAYCYSコーポレーション前社長で、みずほの二番目の夫。多額の保険金をかけられ謎の死を遂げている。
江端達夫 - 岩松了 （第1日目、2日目、5日目、6日目、11日目）
みずほのカウンセラー。
森脇大輔 - 要潤
WAYCYSコーポレーション社員。みずほの側近として彼女をサポートしているが、機を狙って会社の乗っ取りを企んでいる。
杉本マサル - 生瀬勝久
保険調査員。保険金の支払いをこれまで100％無効にしている凄腕で、シロのケースであってもクロにしてしまうほど。鷲巣の死、みずほの保険金多額受け取りに絡んだみずほの身辺調査の過程で、元夫であった善男もマークしている。初対面で平泉成の下手な物真似を仕掛けるなどトリッキーな言動の影で、大胆な調査方法や推理を展開しながら次第に鷲巣死亡の真相に近づいていく。海外ドラマや洋画の横文字タイトルを好まず、日本語で言い換えようとする癖がある。愛読書は「夜回り先生」。
田中多枝子 - 水谷妃里（2日目、3日目、5日目 - 11日目）
国分幸雄 - 小林滋央（2日目、3日目、5日目 - 11日目）
近藤典子 - 西村理沙（3日目、9日目）
田原良美 - 里沙（3日目、9日目）
WAYCYSコーポレーション社員。
暴漢 - 斉藤陽一郎（第1日目）
平太に恨みを持ち、復讐のためにナイフを手にマンションに侵入してきた男。
平太の兄 - 林泰文（2日目）
実家の木材店を営んでいる。平太が善男と初めて出会った当日にリカの借金返済のための金の貸し借りを巡って殴り合いの喧嘩をしていた。
平太の兄嫁 - 西村いづみ（2日目）
居合わせた木材店の従業員と共に、平太と夫の兄弟喧嘩の仲裁に入る。
喜多静子 - 加藤治子（特別出演）（2日目、4日目）
善男の母。家族で食するチキンカレー用に、月に一度自家製のルーを作り置きしている。夫（善男の父）とは5年前に死別。
雀荘の店員 - 森下能幸（3日目）
仕事の合間に、平太の隣でスポーツ新聞を読んでいる。
片山 - 温水洋一（3日目 - 5日目）
平太が善男殺しを依頼した殺し屋。元外科医。
小林社長 - デビット伊東（4日目 - 6日目）
しのぶの所属事務所社長。
所属事務所社員 - 花見卓哉（4日目 - 6日目）、真島公平（4日目 - 6日目）
しのぶの所属事務所社員。
女性 - 渡部彩（4日目）、如月美波（9日目）、義達祐未（9日目）
キャバクラで平太の面接を受けた女性。
佐藤真太郎 - 梅野泰靖（5日目）
善男の中学時代の恩師で、国語を教えていた。
佐藤タエ - 市川千恵子（5日目）
真太郎の妻。
丸山 - 眞島秀和（5日目、8日目 - ）
リカの父親が借金した「あんしん円満リース」の社長。
情報番組の進行役 - 山本浩之（関西テレビアナウンサー（当時））（5日目）
アナウンサー - 毛利八郎（関西テレビアナウンサー（当時））（5日目）
アナウンサー - 杉本なつみ（関西テレビアナウンサー（当時））（5日目、10日目）
アナウンサー - 堀田篤（関西テレビアナウンサー）（5日目）
情報番組でしのぶの失踪騒動を伝えている。これとは別に、杉本なつみは10日目にしのぶへのインタビューを行っている。
刑事 - 勝矢（5日目、6日目）、城明男（5日目、6日目）
しのぶの誘拐騒動で所属事務所にやって来た刑事。
館道毅 - 平泉成（6日目 - 8日目）
保健福祉局局長で、みずほの会社で進めている介護服プロジェクトのビジネスパートナー。しのぶのパトロンでもある（通称「小指噛めおじさん」）。自分の小指を噛むよう要求する性癖を持つ。
情報番組の進行役：武井秀哲（6日目）
情報番組「9時ダネッ!!」の進行役。
芸能リポーター - 駒井千佳子（本人役）（6日目）
情報番組「9時ダネッ!!」の芸能メガ盛コーナーでしのぶの失踪騒動についてリポートしている。
記者 - 今泉あまね（6日目）、木川淳一（6日目）
しのぶの失踪騒動の釈明会見に出席した記者。
宇佐美広美 - 室井滋（特別出演）（7日目）
ヨーロッパの輸入家具販売店のオーナー。三波の古くからの知り合い。
平太の父 - 田口主将（7日目）
仕事をクビになり、なかなか定職に落ち着けないまま長続きせず、首吊り自殺した。
教授 - 浅沼晋平（7日目）
三波の研究発表に異議を唱えた教授。
研究員 - 村上航（7日目）
三波の研究発表を聞いていた研究生。
警備員 - いけだしん（7日目）
WAYCYSコーポレーションの警備員。
運送会社の従業員 - 三上哲（7日目）
WAYCYSコーポレーションに荷物を搬入しにきた運送会社の従業員。
吾妻孝之 - 山崎まさよし（特別出演）（8日目）
三次元測定システム室勤務。11年前の飛行機墜落事故の事故機に搭乗予定だった乗客。直前に事故機への搭乗をキャンセルしていたが、手続きのミスで亡くなったことにされていた。
花屋 - 佐藤里奈（8日目）
みずほがソルボンヌを買った花屋の店員。
高橋 - 岡村洋一（8日目）
吾妻がかつて在籍していた会社の従業員。
丸山の手下 - 堀部圭亮（9日目、10日目）、岩戸秀年（9日目、10日目）
丸山の指示で、善男を誘拐し殺害することを企む。
紳士服店の店員 - 田口寛子（9日目）
善男が服を購入した紳士服店の店員。
三波の部下 - MUANGMONPUASERT SUNTORN（9日目）
サームクルーン貿易の三波の部下。
刑事 - 向井修（9日目）
鷲巣のボートに細工をした犯人を取り調べた刑事。
犯人 - 伊庭拓哉（9日目、10日目[写真のみ]）
鷲巣のボートに細工をした犯人。
宇野教授 - 中丸新将（9日目）
杉本の依頼で、三波の研究発表を検証した教授。
乾署の刑事 - 市川勇（10日目、11日目）、 生津徹（10日目、11日目）
みずほに任意同行を求めた乾署の刑事。
新庄 - 井田國彦（10日目、11日目）
丸山をはじめとする「あんしん円満リース」全社員とリカを逮捕した新宿東署の刑事。
新宿東署の刑事 - 樋口靖（10日目、11日目）、俵広樹（10日目）、磯村竜太（10日目）
新庄とともに、丸山をはじめとする「あんしん円満リース」全社員とリカを逮捕した新宿東署の刑事。
映画監督 - 島田雅彦（11日目）
しのぶが主演する映画の監督。
映画の共演者 - 松沢有紗（11日目）
しのぶが主演する映画の共演者。

### スタッフ
- 原案 - 島田雅彦『自由死刑』（集英社文庫）
- 監督 - 下山天、麻生学、三宅喜重、日比野朗
- 脚本 - 飯田譲治
- プロデューサー - 豊福陽子（関西テレビ）、遠田孝一（MMJ）
- 音楽 - 小曽根真（第1日目にジャズピアニスト役で出演している）
- 制作 - 関西テレビ、MMJ

### 使用楽曲
- 主題歌 - 山崎まさよし「真夜中のBoon Boon」（ナユタウェイヴ・レコーズ）
- 挿入歌 - 小曽根真（ヴォーカル・ティファニー）「アローン・アゲイン」（第1日目・11日目）[注 5]
- 劇中歌 - 梅田凡乃「HEROになってくれますか♥」[注 6]「Hey Lady!〜Cabaret Starに首ったけ〜」[注 7]

### サウンドトラック
- 『あしたの、喜多善男』オリジナル・サウンドトラック
  1. マイ・トゥモロウ（メイン・テーマ） / MY TOMORROW (MAIN THEME TAKE 5)
  2. おかしな男 / AN ODD MAN
  3. ギョロ目 / ROLLING EYES
  4. 小猫 / A KITTEN
  5. アローン・アゲイン / ALONE AGAIN
  6. 明るい思い出 / B RIGHT MEMORIES
  7. 秘密 / SECRET
  8. マイ・トゥモロウ（メイン・テーマ、ピアノ&ヴォーカル・ヴァージョン） / MY TOMORROW(MAIN THEME PIANO & VOCAL HIGH)
  9. ネガティヴマン / NEGATIVE MAN
  10. バックストリートボーイのブルース / BACKSTREET BOY'S BLUES
  11. 流れ / A STREAM
  12. 不安 / FEARS
  13. 困惑 / CONFUSION
  14. どうなるの？ / WHAT'S NEXT ?
  15. 疑惑 / DOUBT
  16. どうして？ / WHY?
  17. 安らぎ / PEACE OF MIND
  18. 罠 / A TRAP
  19. マイ・トゥモロウ（メイン・テーマ、バンド・ヴァージョン） / MY TOMORROW (MAIN THEME BAND VERSION)
- On-The-Go9（『あしたの、喜多善男』オリジナル・サウンドトラックの発売前のサンプル盤のタイトル）
  - プロモーション用に製作されたサンプル盤で、製品盤に収録されていない楽曲が多く製品盤と比べると曲数が14曲も上回っている。Track08のTheme Take3やTrack27のTheme piano&vo. Lowなどのヴァージョン違いが存在する。タイトルも名残があるものの製品盤のほとんどは変更になっている。

  1. M1 Solo これからどうしよう
  2. M2 Solo そんなことってあるの
  3. M3 Solo えっうそ、どうして
  4. M4 Solo Themeがちょっとどんより
  5. M5 Solo ネガティブ善男の1
  6. M6 Solo ネガティブ善男の2
  7. M7 Solo 悲しいけど少しの安堵が……
  8. Piano Theme Take3
  9. Piano Theme Take5
  10. M8 Solo どうしてなんだよ〜
  11. M9 Solo Themeの変形
  12. M10 Solo たくらみ
  13. M11 Solo 少しの優しさも
  14. M12 Solo Themeの変形、ポジティブ
  15. M13 Solo 善男ちゃん
  16. M14 Solo 善男ちゃん、その2
  17. M15 Solo たくらみその2
  18. M16 Solo これは大変だぁ
  19. M17 Solo どうするんだよ〜
  20. M18 Solo おいおい……
  21. M19 Solo やばいよやばいよ
  22. M20 ズ〜ン
  23. M21 不思議な〜
  24. Band Theme
  25. Alone Again
  26. Theme organ&vo.
  27. Theme piano&vo. Low
  28. Theme piano&vo. High
  29. M22 Band 善男のテーマ、あたふた(Latin)
  30. M23 Band たくらもうぜ
  31. M24 Band いろんなことが転がるよ
  32. M25 Band 平太(Bluse)
  33. M26 Band いいことだってあるさ(Ballad)

### エンディングタイトル
エンディングタイトルは6日目までのバージョンと7日目以降の2バージョンがある（下記はいずれも登場順）。
最後に表示される時計の針は残りの日数を指している。
- 第1日目 - 6日目：善男・平太・リカ・森脇・杉本・しのぶ・みずほ
- 7日目 - 10日目：善男・平太・みずほ・キャバクラ嬢6人・リカ・杉本・森脇・しのぶ・三波

※11日目のエンディングタイトルの冒頭は7日目 - 10日目の善男と平太と同じだが、その後はこれまでのシーンが再編集されている。

### サブタイトル
- 話数の表示については、公式ウェブサイトでは「第1話」のように表記されているが、放送画面では「2日目」（第1話のみ「第1日目」と「第」が付く）のように日数で表示されている。
- サブタイトルはドラマのオープニングで表示されたもの、シナリオ題は新聞のラテ欄に掲載されたものである。

| 各話                                                     | 放送日        | サブタイトル            | シナリオ題                      | 監督     | 視聴率 |
| -------------------------------------------------------- | ------------- | ----------------------- | ------------------------------- | -------- | ------ |
| 第1話                                                    | 2008年1月8日  | 臆病な奴が死ねるのかよ  | 人生残り11日                    | 下山天   | 12.7%  |
| 第2話                                                    | 2008年1月15日 | さよなら、母さん        | 母との別れ…と罠                 | 下山天   | 8.0%   |
| 第3話                                                    | 2008年1月22日 | 元妻と密会…暴走         | 元妻と密会…暴走                 | 麻生学   | 7.3%   |
| 第4話                                                    | 2008年1月29日 | 世界一臆病な誘拐犯      | アイドルを誘拐!?                | 麻生学   | 8.2%   |
| 第5話                                                    | 2008年2月5日  | 誘拐犯が人助け!?        | 誘拐犯が人助け!?                | 下山天   | 5.2%   |
| 第6話                                                    | 2008年2月12日 | 暴かれる真実            | 暴かれる真実                    | 三宅喜重 | 6.2%   |
| 第7話                                                    | 2008年2月19日 | 完全犯罪か、友情か      | 完全犯罪か友情か                | 下山天   | 6.0%   |
| 第8話                                                    | 2008年2月26日 | 真犯人はアンタだ        | 真犯人はアンタだ                | 日比野朗 | 5.8%   |
| 第9話                                                    | 2008年3月4日  | 今こそ復讐のとき        | 今こそ復讐の時                  | 三宅喜重 | 5.8%   |
| 第10話                                                   | 2008年3月11日 | 最終章―絶望をのりこえろ | 最終章!!絶望をのりこえろ        | 下山天   | 5.6%   |
| 第11話 （最終話）                                        | 2008年3月18日 | 最後に残された、自由    | 衝撃の最終回へ 生きるか、死ぬか | 下山天   | 6.8%   |
| 平均視聴率7.2%（視聴率は関東地区・ビデオリサーチ社調べ） |               |                         |                                 |          |        |

- 平均視聴率7.2%は火曜10時枠のドラマとしては歴代最低記録だったが、その後、『恋して悪魔〜ヴァンパイア☆ボーイ〜』が最低値を更新した（6.7%）。